# Amanda Berenguer
Amanda Berenguer (Montevideo, 1921 - 2010) fou una poetessa uruguaiana. Va ser designada com acadèmica d'honor de l'Acadèmia Nacional de Lletres (2006). Casada des de 1944 amb l'escriptor José Pedro Díaz.
Quehaceres e Invenciones (1963) constituïx una bolcada fonamental en la seva poesia, que augmenta en la contínua recerca de noves estructures poètiques i exploracions sonores i fòniques per a expressar la seva visió del món i de l'art.
El 1986 va rebre el premi Reencuentro de Poesía, organitzat per la Universitat de la República, per Los signos sobre la mesa. Ante mis hermanos suplicados. La dama de Elche (1987) va rebre el primer premi en la categoria de poesia del Ministeri d'Educació i Cultura de l'Uruguai.
La segona edició de La dama de Elche, el 1990, va rebre el Premi Bartolomé Hidalgo.
Va ser membre de la famosa Generació del 45, juntament amb altres destacats intel·lectuals com Juan Carlos Onetti, Mario Benedetti, Sarandy Cabrera, Carlos Martínez Moreno, Ángel Rama, Carlos Real de Azúa, Carlos Maggi, Alfredo Gravina, Mario Arregui, Idea Vilariño, Manuel Flores Mora, Humberto Megget, Emir Rodríguez Monegal, Gladys Castelvecchi, José Pedro Díaz.

## Obra

### Poesia
- A través de los tiempos que llevan a la gran calma, Montevideo, 1940.
- Canto hermético, Montevideo, Sagitario, 1941.
- Elegía por la muerte de Paul Valéry, Montevideo, La Galatea, 1945.
- El río, Montevideo, La Galatea, 1952.
- La invitación, Montevideo, La Galatea, 1957.
- Contracanto, Montevideo, La Galatea, 1961.
- Quehaceres e invenciones, Montevideo, Arca, 1963.
- Declaración conjunta, Montevideo, Arca, 1964.
- Materia prima, Montevideo, Arca, 1966.
- Dicciones (disco), Montevideo, Ayui, 1973.
- Composición de lugar, Montevideo, Arca, 1976.
- Poesía (1949-1979), Montevideo, Calicanto, 1980.
- Identidad de ciertas frutas, Montevideo, Arca, 1983.
- La dama de Elche, Madrid, Edhasa. Banc Exterior d'Espanya, 1987.
- Los signos sobre la mesa, Montevideo, Universitat de la República, 1987.
- La botella verde (Analysis situs), Montevideo, Cal y Canto, 1995.
- El pescador de caña, Caracas, Fondo Editorial Pequeña Venecia, 1995.
- La estranguladora, Montevideo, Cal y Canto, 1998.
- Poner la mesa del 3r. Milenio, 2002.
- Constelación del navío, 2002.
- Las mil y una preguntas y propicios contextos, Montevideo, Linardi y Risso, 2005.
- Casas donde viven criaturas del lenguaje y el diccionario, Montevideo, Editorial Artefacto, 2005.

### Prosa
- El monstruo incesante. Expedición de caza, Montevideo, Arca, 1990. (Autobiografia)